# ایلنا گوگولوا
ایلنا نیکلایونا گوگولوا (روسی: Еле́на Никола́евна Го́голева؛ ‏ ۷ آوریل ۱۹۰۰ – ۱۵ نوامبر ۱۹۹۳) بازیگر اهل اتحاد جماهیر شوروی سوسیالیستی بود.
از فیلم‌هایی که وی در آن‌ها نقش داشته است، می‌توان به مبادا که فراموش کنیم اشاره نمود.
وی همچنین برندهٔ جوایزی همچون نشان پرچم سرخ کار، هنرمند مردمی جمهوری شوروی فدراتیو سوسیالیستی روسیه، نشان لنین، نشان انقلاب اکتبر، قهرمان کار سوسیالیست، و جایزه هنرمند مردمی اتحاد جماهیر شوروی شده‌است.